# José Luis Corrochano
José Luis Corrochano Sánchez (Madrid, 1 de noviembre de 1970) es un periodista radiofónico español especializado en deportes. Ofrece la actualidad deportiva en los boletines horarios en Mediodía COPE. Es presentador de lunes a viernes de los programas Deportes COPE en La Tarde.

## Carrera periodística
José Luis Corrochano nació en Madrid el 1 de noviembre de 1970 y estudió en las Escuelas Pías (PP. Escolapios) de Getafe
Ha sido director de deportes de Onda Madrid, presentando El Partido de la 1; presentador del programa Onda Deportiva y redactor jefe de deportes en Onda Cero. Anteriormente trabajó como redactor de deportes en Radio Voz y en Antena 3 Radio, así como en los periódicos El Sol y El Independiente y en el portal digital Libredirecto.com, dónde fue redactor jefe de deportes. También ha participado ocasionalmente en diversas tertulias deportivas televisivas, como Futboleros en MarcaTV o Punto Pelota en Intereconomía en la era Pedrerol.
Tras la llegada a COPE del equipo de Paco González y Pepe Domingo Castaño en la temporada 2010/2011, José Luis Corrochano se incorporó a la Cadena COPE, para dirigir y presentar la edición de Deportes Cope en la Palestra, entre las 14:30 y las 15:25 de la tarde. En la temporada 2011/2012 continuó dirigiendo y presentando la edición de Deportes Cope al mediodía, pero entre las 15:00 y las 16:00 de la tarde. Así mismo, estas dos temporadas, José Luis Corrochano ha presentado El Partido de las 12 en los períodos vacacionales, principalmente los navideños.
A partir de la temporada 2012/2013, José Luis Corrochano toma más peso en la programación deportiva de COPE, especialmente por el año sabático de Juan Antonio Alcalá, y aparece en todos los programas deportivos de la emisora. Continúa dirigiendo y presentando Deportes Cope en La Tarde entre las 15:10 y las 16:00 de la tarde, pero únicamente de martes a jueves. Además, presenta la edición de viernes de El Partido de las 12 entre las 00:00 y las 02:00 de la madrugada y la segunda parte del Tiempo de Juego de los sábados, también entre las 00:00 y las 02:00 de la madrugada. Así mismo, continúa presentando El Partido de las 12 en el período navideño. Fue el encargado de dar la bienvenida a los oyentes de la extinta ABC Punto Radio tras la incorporación de los deportes de COPE a la parrilla de la emisora de Vocento en febrero de 2013.
Actualmente en COPE, es el encargado de ofrecer la información deportiva en los boletines horarios de la 13h, 14h y dirigir Deportes COPE en La Tarde.
Fue galardonado en 2011 con el premio Antena de Plata, galardón que anualmente concede la Asociación de Profesionales de Radio y Televisión.